# Н
Н, н («ен») — літера кирилиці. У мовах, що її використовують, позначає ясенний носовий [n], ретрофлексний носовий [ɳ]. Присутня в усіх кириличних абетках. У сучасній українській мові — 18-а літера абетки, позначає ясенний носовий приголосний.

## Звуки
- [n] (н) — дзвінкий ясенний носовий
- [n̪] (твердий н) — дзвінкий зубний носовий приголосний
- [ɳ] (твердий н) — дзвінкий ретрофлексний носовий (шведська, норвезька, індійські мови)

## Історія
За формою накреслення це видозмінена кирилична літера н («наш»), запозичена з греко-візантійського уставного письма (унціалу).
У староукраїнській графіці у зв'язку з наявністю різних писемних шкіл і типів письма (устав, півустав, скоропис) вживалася в кількох варіантах, що допомагає визначити час і місце написання пам'яток.
У XVI столітті, крім рукописної, з'явилася друкована форма літери.

### Староукраїнське написання
Характером типи письма, представлені в найдавніших пам'ятках, поділяються на 3 групи: устав, півустав і скоропис. Найдавнішим є уставне письмо і воно було дуже регламентованим, його приписи вимагали наявності геометричних обрисів літер. Букви не піднімалися над рядком, деякі мали своєрідні форми. 
Тому первинно літера Н у староукраїнській мові мала написання, як у сучасній латинській N (виникла із грецької "Ню"), і виглядала як  (перекладинка цієї букви дотикала лівого стовпика досить далеко від горішнього кінця і йшла далі до правого стовпика, дотикаючи найчастійше до його нижнього кінця). Натомість символ Н () позначав сучасну українську И (вона мала перекладину в середині або часом і нижче від середини, як у грецької літери "Ета", від якої і виникла.
Діагоналі літери  в українських кириличних друкарських шрифтах кінця XVI — початку XVII ст. постійно видозмінювалась, допоки не була досягнута абсолютна тотожність прописних гражданського «Н» і латинського «Н» .
Отже, староукраїнське И писалося як сучасна літера Н, а Н - як латинська літера N.
Вказаний факт часто використовувався графіками часів Визвольних змагань 1917—1921, особливо Георгієм Нарбутом, а в XXI ст. - українськими націоналістами (див., зокрема, Ідея нації, яка є монограмою літер «І» та «N»). Таке написання Н українські націоналісти використовують для акцентів, наприклад, "Nаш", "Nація" тощо) .

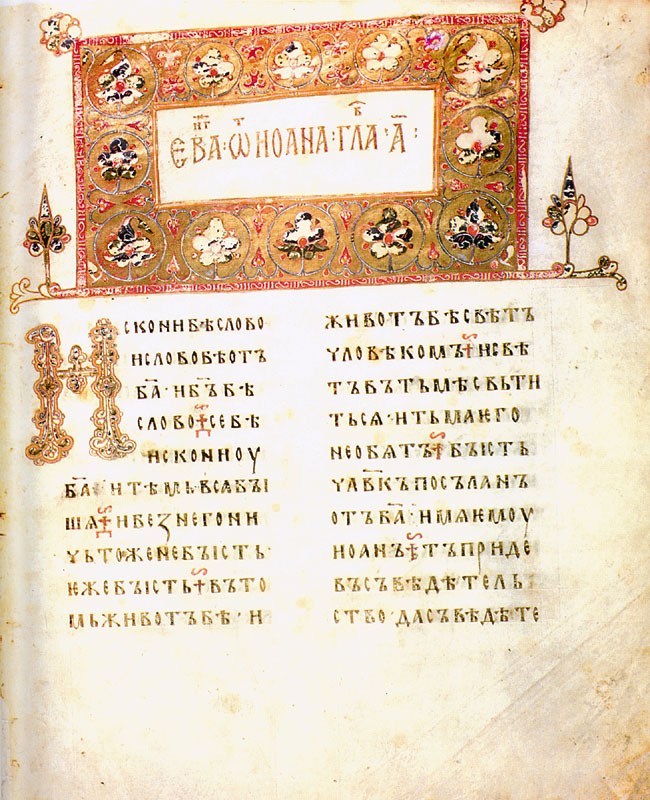
Остромирове Євангеліє, перший вірш Євангелія від Івана (Новий Заповіт), де яскраво видно написання слова "ИСКОНИ" (Спочатку) як "HCKONH": "Искони бѣ Слово. И Слово бѣ от Бога. И Бог бѣ Слово.», тобто "На початку було Слово, і Слово було від Бога, і Слово було Бог".
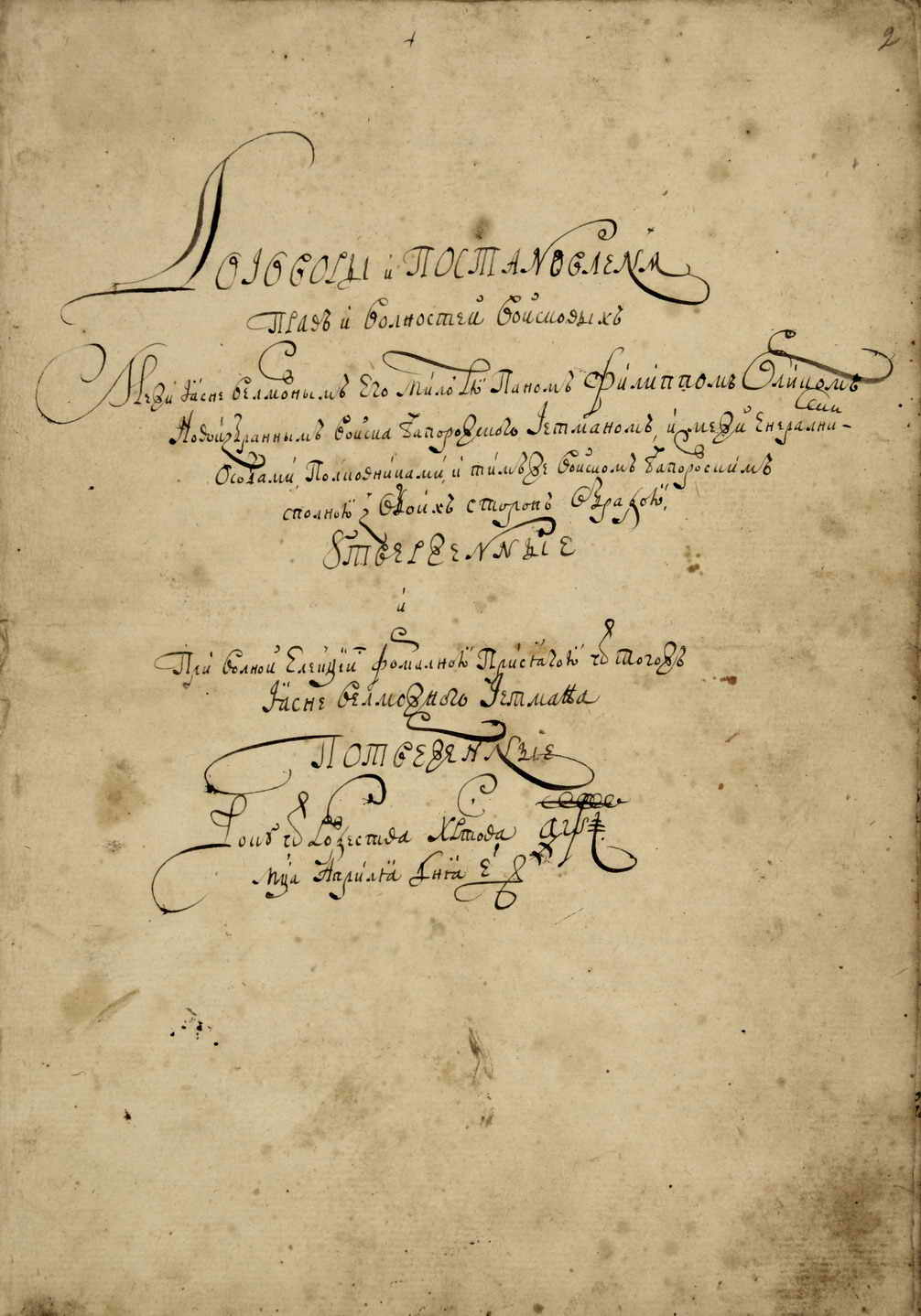
Літера Н в написанні N у слові "ПОСТАNОВЛЕNѦ" (постановлення) на титулці Конституції Пилипа Орлика.
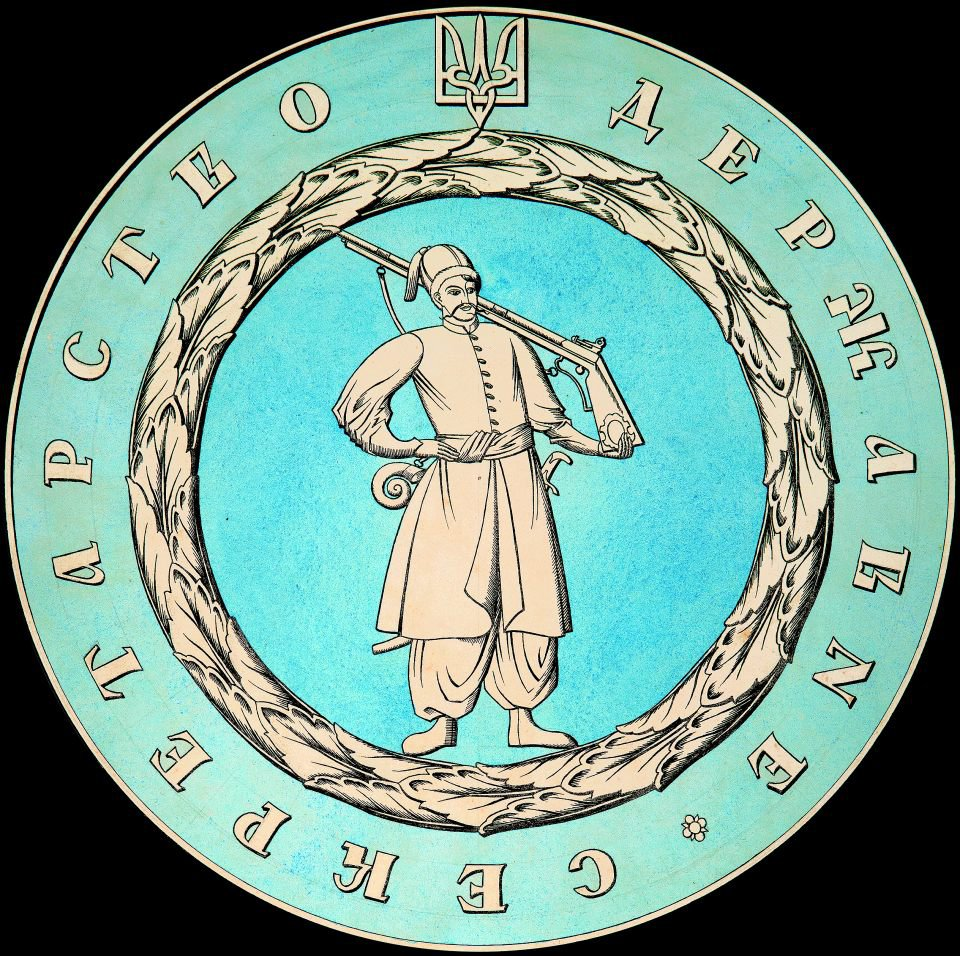
Проект печатки Української Держави, авторства Г.Нарбута.
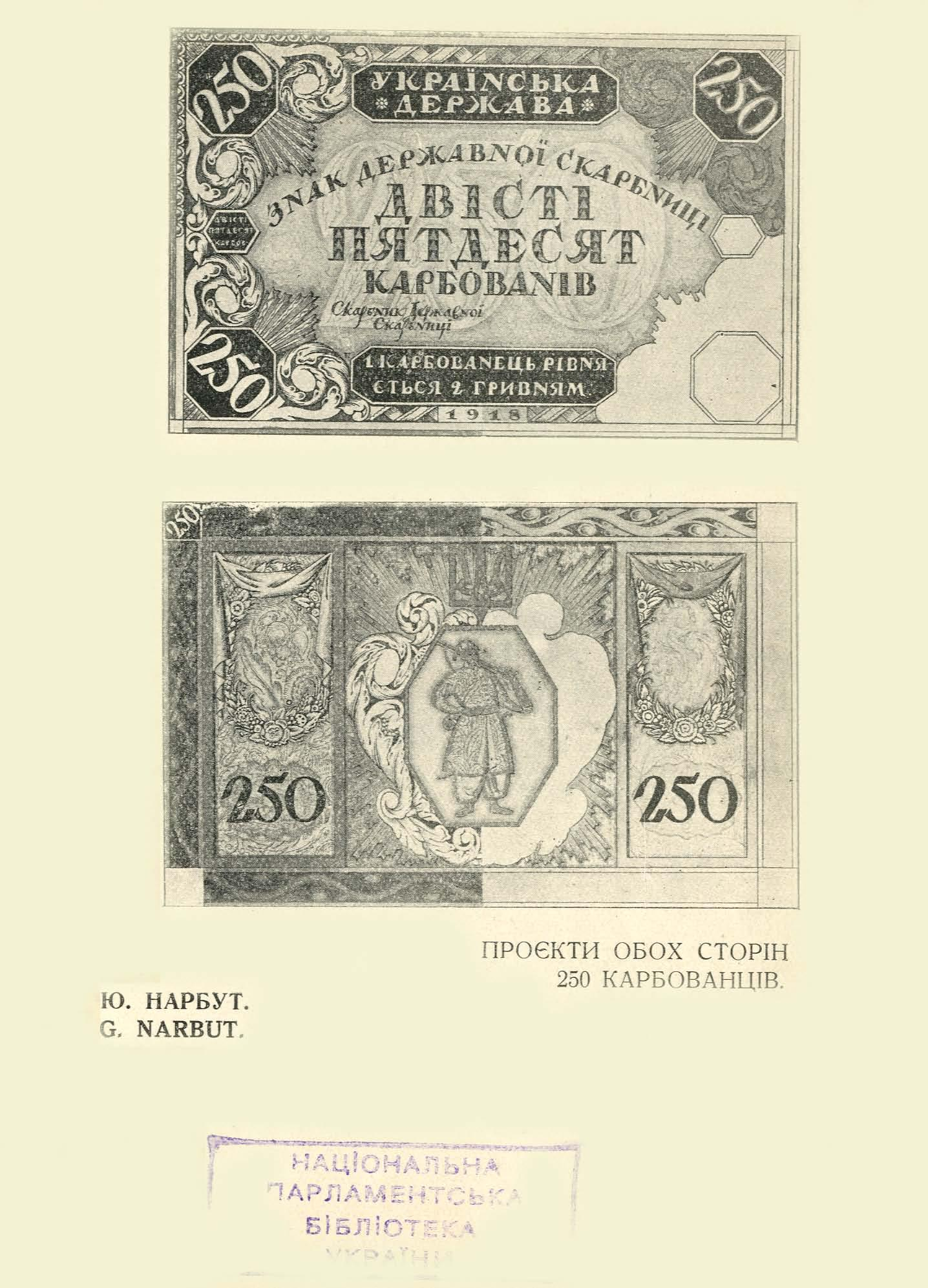
Проект 250 карбованців Г.Нарбута.
Літера Н в написанні N у слові "NA" із девізу "ІДУ НА ВИ" на емблемі ССО ЗСУ.

## Використання
В сучасній українській мові цією літерою позначають сонорний носовий передньоязиковий приголосний звук — твердий (дзвін, нитка) або м'який (ніж, тінь).
Н буває велике й мале, має рукописну й друковану форми.
У давньоруській та староукраїнській писемностях мало числове значення «п'ятдесят». Нині використовується також при класифікаційних позначеннях і означає «вісімнадцятий». При цифровій нумерації вживається як додаткова диференц. ознака, коли ряд предметів має такий самий Номер: Шифр № 7-Н і т. д.

## Таблиця кодів
| Кодування    | Регістр | Десятковий код | 16-ковий код | Вісімковий код | Двійковий код     |
| ------------ | ------- | -------------- | ------------ | -------------- | ----------------- |
| Юнікод       | Велика  | 1053           | 041D         | 002035         | 00000100 00011101 |
| Юнікод       | Мала    | 1085           | 043D         | 002075         | 00000100 00111101 |
| ISO 8859-5   | Велика  | 189            | BD           | 275            | 10111101          |
| ISO 8859-5   | Мала    | 221            | DD           | 335            | 11011101          |
| KOI 8        | Велика  | 238            | EE           | 356            | 11101110          |
| KOI 8        | Мала    | 206            | CE           | 316            | 11001110          |
| Windows 1251 | Велика  | 205            | CD           | 315            | 11001101          |
| Windows 1251 | Мала    | 237            | ED           | 355            | 11101101          |